# 毛长叶女贞
毛长叶女贞（学名：Ligustrum compactum var. velutinum）为木犀科女贞属长叶女贞的变种。分布于中国大陆的西藏等地，目前尚未由人工引种栽培。